# Volta à Romandia de 2008
A 62.ª edição da Volta à Romandia disputou-se de 29 de abril a 4 de maio de 2008 com um percurso de 659 km dividido num prólogo inicial e 5 etapas, com início em Genebra, e final em Lausana.
O vencedor foi o alemão Andreas Klöden, cobrindo a prova a uma velocidade média de 39,4 km/h.

## Etapas[1]
| Etapa   | Percorrido          | Km    | Ganhador           |
| Prólogo | Genebra             | 1,9   | Mark Cavendish     |
| 1.ª     | Morges-Saignelégier | 182,4 | Maxim Iglinskiy    |
| 2.ª     | Moutier-Friburgo    | 170   | Robbie McEwen      |
| 3.ª     | Sion                | 18,8  | Andreas Klöden     |
| 4.ª     | Sion-Zinal          | 126,5 | Francesco De Bonis |
| 5.ª     | Le Bouveret-Lausana | 159,4 | Daniele Bennati    |

## Classificações
Assim ficaram os dez primeiros da classificação geral da segunda edição da Volta à Romandia
|    | Ciclista                   | Equipa                | Tempo       |
| -- | -------------------------- | --------------------- | ----------- |
| 1  | Andreas Kloden             | Astana                | 12h 59' 41" |
| 2  | Roman Kreuziger            | Liquigas              | +35"        |
| 3  | Marco Pinotti              | Team High Road        | +43"        |
| 4  | Denis Menchov              | Rabobank              | +45"        |
| 5  | Mikel Astarloza            | Euskaltel-Euskadi     | +54"        |
| 6  | Sandy Casar                | La Française des Jeux | +1'05"      |
| 7  | Juan Manuel Garate         | Quick Step            | +1'08"      |
| 8  | John Gadret                | AG2R-La Mondiale      | +1'14"      |
| 9  | Maxim Iglinskiy            | Team Astana           | +1'48"      |
| 10 | José Ángel Gómez Marchante | Saunier Duval-Scott   | +1'52"      |

### Classificação por pontos
|   | Ciclista        | Equipa       | Pontos |
| - | --------------- | ------------ | ------ |
| 1 | Daniele Bennati | Liquigas     | 39     |
| 2 | Marcus Zberg    | Gerolsteiner | 37     |
| 3 | Maxim Iglinskiy | Team Astana  | 36     |

### Classificação dos esprints
|   | Ciclista         | Equipa          | Pontos |
| - | ---------------- | --------------- | ------ |
| 1 | Morris Possoni   | Team High Road  | 12     |
| 2 | Alexandre Moos   | BMC Racing Team | 12     |
| 3 | Michael Albasini | Liquigas        | 12     |

### Classificação da montanha
|   | Ciclista           | Equip                 | Punts |
| - | ------------------ | --------------------- | ----- |
| 1 | Francesco De Bonis | Team Gerolsteiner     | 35    |
| 2 | Stef Clement       | Bouygues Télécom      | 28    |
| 3 | Rémy Di Gregorio   | La Française des Jeux | 21    |